# Ursus arctos stikeenensis
Ursus arctos stikeenensis (Oso pardo Stickeen) es una subespecie de  mamíferos carnívoros  de la familia Ursidae.

## Distribución geográfica
Se encuentra en la Columbia Británica (el Canadá).